# Boris e Rufus
Boris e Rufus é uma série de animação brasileira criada por Filipe Cargnin e Elisa Baasch e desenvolvida com apoio do BNDES, através do programa Procult. Sendo produzida pela Belli Studio e transmitida no Disney XD desde 2 de janeiro de 2018 no Brasil e 2 de abril na América Latina, contando com 2 temporadas de 26 episódios com 11 minutos cada.
Em 4 de janeiro de 2021, a segunda temporada foi lançada e exibida no Disney XD. Em 12 de agosto de 2021, a série foi confirmada como uma das novidades do SBT Vídeos pela distribuidora Pacotinho Filmes.
A série estreou na TV Cultura no dia 4 de junho de 2018. Na Rússia, a série de animação foi transmitida no Disney Channel desde 9 de agosto de 2021.

## Sinopse
A série acompanha a vida e desventuras no quintal onde vivem um cachorro resmungão chamado Bóris e de seu amigo furão Rufus, que acredita ser um cachorro. Os dois vivem com o garoto Enzo, um rapaz encantado por sua vizinha, dona de um arrogante gato famoso na internet chamado Leopoldo. Quando ficam sem os donos em casa, os animais navegam na internet e aprontam diversas peripécias e confusões.

## Personagens
Boris
Um neurótico e ranzinza Jack russell terrier que preza acima de tudo, ele vivia nas ruas antes de ser adotado por Enzo e por isso tem essa experiência de malandro, ele gosta de dormir no sofá e assistir filmes de terror.
Rufus
Um energético furão que pensa ser um cachorro. Simpático e afável, possui grande facilidade para fazer novas amizades, as vezes sua hiperatividade geram situações nada comfortáveis.
Leopoldo
Um Chartreux que é famosos por seus vídeos adoráveis. Porém ele na realidade não é um pouco adorável, é egoísta ganancioso e competitivo. Gosta de estar no controle e trata os outros com desprezo.
Enzo e Jennifer
São os donos de Boris, Rufus, Yuko e Leopoldo.
Yuko
Uma carpa japonesa que é apaixonada pelo Boris e é faixa preta em caratê.

## Produção
A animação da série foi produzida usando o software Toon Boom Harmony, cada episódio demorava 280 dias, 4 meses e 1 ano para ser feita com 35 pessoas divididas em partes. A equipe tiveram que fazer 25 segundos se animação para concluír 364.320 mil frames de animação no total.

## Prêmios
A série  foi premiada na categoria Série Animada Latino-Americana do Chilemonos, realizado no Chile. A série garantiu o troféu Animacción após ser a mais votada pelo público. Mais de 20 mil crianças de escolas chilenas entre 8 e 13 anos participaram da votação.